# Janne Bergquist
Janne Bergquist, född 9 februari 1930 i Gentofte, död 25 oktober 1994, var en skönlitterär författare och debattör. Hans två första verk utgavs på Metamorfosgruppens förlag och han ses som en del av denna litterära gruppering. Hans tredje roman, Flera hundra knutar (1960)  ,  toppade bokförsäljningslistan i början av 1960-talet. Förutom de tio titlar han utgav åren 1953–1978 publicerade han ett stort antal noveller i dags- och veckopress.